# ФК Зестафони
ФК Зестафони је грузијски фудбалски клуб из Зестафонија. Основан је 18. јуна 2004. године као наследник Металурги Зестафонија. За неколико месеци су образовали млађе тимове, који играју у 2. лиги.

## Успеси
- Прва лига Грузије:
  - Првак (2): 2010/11, 2011/12.
- Куп Грузије:
  - Освајач (1): 2007/08.
- Суперкуп Грузије:
  - Освајач (1): 2011, 2012.

## Зестафони у европским такмичењима
| Сезона  | Такмичење          | Рунда       | Држава        | Клуб                  | Резултат |
| ------- | ------------------ | ----------- | ------------- | --------------------- | -------- |
| 2007    | Интертото куп      | 1. коло     | Казахстан     | Тобол                 | 0:3, 2:0 |
| 2008/09 | УЕФА куп           | 1. коло кв. | Мађарска      | Ђер                   | 1:1, 1:2 |
| 2009/10 | Лига Европе        | 1. коло кв. | Северна Ирска | Лисбурн               | 6:0, 5:1 |
|         |                    | 2. коло кв. | Шведска       | Хелсинборг            | 1:2, 2:2 |
| 2010/11 | Лига Европе        | 1. коло кв. | Сан Марино    | Фаетано               | 5:0, 0:0 |
|         |                    | 2. коло кв. | Словачка      | Дукла Банска Бистрица | 3:0, 0:1 |
|         |                    | 3. коло кв. | Украјина      | Карпати Лавов         | 0:1, 0:1 |
| 2011/12 | УЕФА Лига шампиона | 2. коло кв. | Молдавија     | Дачија Кишињев        | 3:0, 0:2 |
|         |                    | 3. коло кв. | Аустрија      | Штурм Грац            | 1:1, 0:1 |
|         | УЕФА лига Европе   | плеј оф     | Белгија       | Клуб Бриж             | 3:3, 0:2 |
| 2012/13 | УЕФА Лига шампиона | 2. коло кв. | Азербејџан    | Нефчи Баку            | 2:2, 0:3 |
| 2014/15 | Лига Европе        | 2. коло кв. | Словачка      | Спартак Трнава        | 0:0, 0:3 |

## Занимљивости
- Спонзор тима је од оснивања Феро
- Најбољи бивши играч је Бека Гоциридзе